# Крауч (Айдахо)
Крауч (англ. Crouch) — місто в окрузі Бойсі, штат Айдахо, США. Згідно з переписом 2010 року населення становило 162 особи, що на 8 осіб більше, ніж 2000 року
Є частиною агломерації Бойсі. Засноване 1934 року і назване на честь Вільяма Крауча.

## Географія
Крауч розташований за координатами 44°7′12″ пн. ш. 115°58′19″ зх. д. / 44.12000° пн. ш. 115.97194° зх. д. (44.120044, -115.972005).  За даними Бюро перепису населення США в 2010 році місто мало площу 1,12 км², з яких 1,08 км² — суходіл та 0,05 км² — водойми. В 2017 році площа становила 0,98 км², з яких 0,93 км² — суходіл та 0,05 км² — водойми.

## Демографія

### Перепис 2010 року
Згідно з переписом 2010 року, у місті проживало 162 осіб у 74 домогосподарствах у складі 43 родин. Густота населення становила 148,9 особи/км². Було 90 помешкань, середня густота яких становила 82,7/км². Расовий склад міста: 96,9 % білих, 1,2 % індіанців, 0,6 % азіатів і 1,2 % людей, які зараховують себе до двох або більше рас. Іспанці та латиноамериканці незалежно від раси становили 1,9 % населення.
Із 74 домогосподарств 24,3 % мали дітей віком до 18 років, які жили з батьками; 48,6 % були подружжями, які жили разом; 6,8 % мали господиню без чоловіка; 2,7 % мали господаря без дружини і 41,9 % не були родинами. 32,4 % домогосподарств складалися з однієї особи, у тому числі 8,1 % віком 65 і більше років. У середньому на домогосподарство припадало 2,19 мешканця, а середній розмір родини становив 2,81 особи.
Середній вік жителів міста становив 48,8 року. Із них 21,6 % були віком до 18 років; 7,4 % — від 18 до 24; 16,7 % від 25 до 44; 37 % від 45 до 64 і 17,3 % — 65 років або старші. Статевий склад населення: 53,7 % — чоловіки і 46,3 % — жінки.
Середній дохід на одне домашнє господарство  становив 44 094 долари США (медіана — 45 000), а середній дохід на одну сім'ю — 40 627 доларів (медіана — 35 000). За межею бідності перебувало 17,6 % осіб, у тому числі 7,7 % дітей у віці до 18 років та 0,0 % осіб у віці 65 років та старших.
Цивільне працевлаштоване населення становило 35 осіб. Основні галузі зайнятості: мистецтво, розваги та відпочинок — 22,9 %, науковці, спеціалісти, менеджери — 17,1 %, інформація — 14,3 %.

### Перепис 2000 року
Згідно з переписом 2000 року, у місті проживало 154 осіб у 64 домогосподарствах у складі 38 родин. Густота населення становила 141,6 особи/км². Було 83 помешкання, середня густота яких становила 76,3/км². Расовий склад міста: 97,40 % білих, 0,65 % індіанців, 0,65 % тихоокеанських остров'ян, 1,30 % інших рас. Іспанці та латиноамериканці незалежно від раси становили 1,95 % населення.
Із 64 домогосподарств 32,8 % мали дітей віком до 18 років, які жили з батьками; 42,2 % були подружжями, які жили разом; 10,9 % мали господиню без чоловіка, і 39,1 % не були родинами. 28,1 % домогосподарств складалися з однієї особи, у тому числі 9,4 % віком 65 і більше років. У середньому на домогосподарство припадало 2,41 мешканця, а середній розмір родини становив 3,03 особи.
Віковий склад населення: 30,5 % віком до 18 років, 5,8 % від 18 до 24, 23,4 % від 25 до 44, 23,4 % від 45 до 64 і 16,9 % років і старші. Середній вік жителів — 40 року. Статевий склад населення: 53,2 % — чоловіки і 46,8 % — жінки.
Середній дохід домогосподарств у місті становив US$29 375, родин — $32 500. Середній дохід чоловіків становив $26 667 проти $21 875 у жінок. Дохід на душу населення в місті був $17 343. Приблизно 18,4 % родин і 18,8 % населення перебували за межею бідності, включаючи 34,5 % віком до 18 років і жодного від 65 років і старших.